# Koelte
"Koelte" (originele titel Cool Air) is een kort horrorverhaal van de Amerikaanse schrijver H.P. Lovecraft. Het verhaal werd door hem geschreven in maart 1926, en voor het eerst gepubliceerd in het maart 1928-nummer van Tales of Magic and Mystery.

## Plot
In het voorjaar van 1923 neemt een niet bij naam genoemde verteller zijn intrek in een appartementencomplex aan West Fourteenth Street in New York. Wanneer op een dag ammonium door het plafond zijn kamer in lekt, ontdekt hij dat in het appartement boven hem een oude en teruggetrokken Spaanse dokter genaamd Muñoz woont.
Aanvankelijk is de verteller niet van plan om deze dr. Muñoz te bezoeken, maar wanneer hij op een dag een hartaanval krijgt heeft hij geen andere keus dan zich tot de dokter te wenden voor hulp. Dr. Muñoz weet de verteller te redden met medicatie, waarna de twee een gesprek aangaan. Uit het gesprek wordt duidelijk dat Muñoz geobsedeerd is door het ontsnappen aan de dood, op elke mogelijke manier.
Muñoz blijkt zijn appartement te hebben voorzien van een machine, die met behulp van koeling via ammonium de temperatuur in het appartement continu op 13 graden Celsius houdt. Naarmate de tijd verstrijkt gaat de gezondheid van de dokter zichtbaar achteruit, en wordt hij steeds excentrieker in zijn gedrag. Hij wil onder andere dat de verteller een reeks chemicaliën voor hem regelt. Bovendien verbetert hij zijn ammoniumkoeler steeds verder, tot deze de temperatuur in het appartement zelfs tot onder 0 kan brengen.
Alles gaat mis wanneer het koelsysteem het op een dag begeeft. Muñoz raakt in paniek en dringt erop aan dat de verteller hem van ladingen ijs blijft voorzien zodat Muñoz hiermee zichzelf kan koelen. Ook probeert de verteller een monteur te vinden die het koelsysteem kan maken. Het mag echter niet baten; wanneer Muñoz geen ijs meer voorhanden heeft, vergaat zijn lichaam razendsnel alsof het spontaan ontbindt. Voor zijn dood kan Muñoz nog net een brief schrijven, waaruit blijkt dat hij in werkelijkheid al 18 jaar dood was; de chemicaliën en de constante koeling waren twee methodes om zichzelf in een soort ondode toestand te houden.

## Achtergrond
Lovecraft schreef "Koelte" tijdens een kort verblijf in New York, waar hij zelf niet blij mee was. Hij schreef in deze periode nog twee andere verhalen die zich in New York afspelen. Hij verbleef toen in de immigrantenwijk Red Hook.
Het gebouw waarin het verhaal zich afspeelt is gebaseerd op een gebouw gelegen aan 317 West 14th Street, waar George Kirk, een van Lovecrafts weinige vrienden in New York, woonde. De hartaanval die de verteller in het verhaal krijgt is mogelijk geïnspireerd door een andere vriend van Lovecraft, Frank Belknap Long, die vanwege hartproblemen zijn studie aan de New York-universiteit moest staken. De fobie voor koude lucht die de verteller aan zijn ervaringen overhoudt is gebaseerd op Lovecraft zelf, die erg gevoelig was voor kou.
De primaire literaire bron voor "Koelte" is mogelijk Edgar Allan Poe's "The Facts in the Case of M. Valdemar"; Lovecrafts op een na meest favoriete verhaal van Poe na "The Fall of the House of Usher". Lovecraft zelf beweerde dat Arthur Machen's "The Novel of the White Powder" hem inspireerde tot "Koelte".
Lovecraft bood zijn verhaal eerst aan bij Weird Tales, maar redacteur Farnsworth Wright sloeg het af. Waarom is onduidelijk.

## Bewerkingen
Deel 2 van Pacific Comics "Berni Wrightson's Master of the Macabre" bevat een geïllustreerde versie van "Koelte", getekend door Berni Wrightson.
"Koelte" is ten minste driemaal bewerkt voor film en televisie:
- In 1971 diende het verhaal als basis voor een aflevering van de serie Night Gallery. De aflevering is geregisseerd door Jeannot Szwarc. In deze versie is de verteller de dochter van een collega van Muñoz.[7]
- De tweede verfilming was onder de naam "The Cold", geregisseerd door Shusuke Kaneko. Deze verfilming maakt deel uit van de anthologiefilm Necronomicon: Book of the Dead;[8]
- In 1999 werd het verhaal verfilmd als Cool Air, geregisseerd door Bryan Moore.[9] In deze film wordt de rol van de naamloze verteller overgenomen door het personage Randolph Carter.